# 莫尔丁 (南卡罗来纳州)
莫尔丁（英文：Mauldin），是美国南卡罗来纳州下属的一座城市。城市类型是“City”。其面积大约为1.05平方英里（2.72平方公里）。根据2010年美国人口普查，该市有人口22,889人，人口密度约为每平方 英里21,778.31人（约合每平方公里8408.94人）。